# Garanto
Die Gewerkschaft Garanto (Eigenschreibung garaNto) ist 2001 aus dem Zusammenschluss des Verband Schweizerischer Zollbeamter (VSZB) und des Verband des Schweizerischen Zollpersonals entstanden. Die Gewerkschaft vertritt sämtliche Personalgruppen der Eidgenössischen Zollverwaltung, heute Bundesamt für Zoll und Grenzsicherheit (BAZG). So war anfänglich der Oberzolldirektor genau so vertreten wie auch die Zollassistenten aus der untersten Hierarchiestufe. Im Verlauf der Jahre reduzierte sich der Mitgliederbestand hauptsächlich auf das Personal an der Front. Das Kaderpersonal ist mit wenigen Ausnahmen nicht mehr bei Garanto vertreten.
Das oberste Organ von Garanto ist der Kongress, der alle vier Jahre stattfindet. Dann wählen die rund 30 bis 40 Delegierten den Zentralpräsidenten sowie den Zentralvorstand. An der alljährlichen Delegiertenversammlung beschliessen die Delegierten wichtige politische und betriebliche Entscheide (z. B. Kampagnen und Resolutionen, grundlegende strategische Entscheide und Positionen nationaler Tragweite, Mitgliedschaften und Partnerschaften mit anderen Organisationen, grössere Ausgaben etc.), Ersatzwahlen für Mitglieder des Zentralvorstands und Statutenänderungen.
Geleitet wird die Gewerkschaft von einem nebenamtlichen Zentralvorstand, der sich rund achtmal im Jahr trifft und die laufenden Projekte teils im Plenum, teils in Arbeitsgruppen bearbeitet. Präsidiert wird der Zentralvorstand von einem offiziell am Kongress ernannten Präsidenten sowie vom Zentralvorstand aus ihren eigenen Reihen ernannten Vizepräsidenten. Zusammen mit der Geschäftsstelle sichern sie die Abwicklung der täglichen Geschäfte. Dazu gehören insbesondere die gewerkschaftliche Arbeit und entsprechende Massnahmen, die Auswertungen neuer Verordnungen und Richtlinien, die Behandlung von betrieblichen und personellen Aktualitäten, die Besprechung von Rechtsfällen aus den Reihen der Mitglieder und die Kommunikation.
Die Geschäftsstelle fungiert als Zentralsekretariat und setzt die Aufträge des Zentralvorstands operativ um. An den sozialpartnerschaftlichen Verhandlungen mit Bund und anderen Vertretern des Bundespersonals ist die Gewerkschaft immer mit dem/der Zentralsekretär/in vertreten; gelegentlich mit dem Präsidenten oder einem Vizepräsidenten. Die Mitglieder des Präsidiums beteiligen sich zusammen mit dem/der Zentralsekretär/in an den Quartalsaussprachen und bilateralen Treffen mit der Direktion des BAZG.

Geschichtliches
Nachdem die ersten Präsidenten stets aus den Reihen der Zollverwaltung kamen, sprich Angestellte waren, ernannte die Gewerkschaft im Jahr 2020 mit Christian Levrat aus der SP erstmals einen Nationalrat zum Präsidenten von Garanto. Dieser trat jedoch bereits 2021 infolge seines Wechsels zur Schweizerischen Post zurück. Seine Nachfolgerin Sarah Wyss, ebenfalls Sozialdemokratin und Nationalrätin wie Levrat, übernahm 2022 das Präsidium, trat aber bereits nach 18 Monaten im Juli 2023 zurück aufgrund unterschiedlicher strategischer Visionen zwischen ihr und dem Zentralvorstand. Eine Besonderheit war, dass just in diesen Monaten die Rückweisung der Totalrevision des Zollgesetzes, die der Zentralvorstand als Ziel gesetzt hatte, ausgerechnet an den Gegenstimmen von Sarah Wyss’ Fraktion scheiterte, der SP, die sich im Juni 2023 im Nationalrat einstimmig gegen die Rückweisung aussprach. Zuvor hatte die nationalrätliche Kommission für Wirtschaft und Abgaben (WAK-N) dem Nationalrat die Rückweisung der Totalrevision beantragt.
Nach dem plötzlichen Rücktritt von Wyss zog sich die Suche nach einem neuen Präsidenten in die Länge. Während zwei Jahren übernahmen übergangsmässig verwaltungsinterne, d. h. beim Zoll angestellte Vertreter das Amt des Präsidenten. Diese Übergangsphase endete im Juni 2025. Zwei Nationalräte aus dem Wallis kandidierten für das Amt des Präsidenten. Die Delegierten wählten den SVP-Nationalrat Jean-Luc Addor als ihren neuen Zentralpräsidenten, der mit 19:11 Stimmen über seinen Gegenkandidaten, SP-Nationalrat Emmanuel Amoos, die Kampfwahl gewann. Damit wurde der Walliser der erste SVP-Nationalrat bzw. Mitglied des Bundesparlaments an der Spitze einer nationalen Gewerkschaft.
garaNto ist konfessionell und politisch neutral. Als Publikationsorgan dient das dreisprachige «garaNto Magazin», das die monatlich erscheinende Verbandszeitung im Jahr 2022 ablöste. Die Gewerkschaft ist in sechs unabhängigen Sektionen aufgegliedert, entsprechend den Zollregionen des Bundes. Die Geschäftsstelle von Garanto Schweiz befindet sich in Bern.

## Mitgliedschaften
- Schweizerischen Gewerkschaftsbundes (SGB)
- Verhandlungsgemeinschaft Bundespersonal (VGB) (erloschen und ersetzt durch die «Interessengemeinschaft des Bundespersonals»)
- Union of Finance Personnel in Europe (UFE), der europäische Dachverband der Zoll- und Steuergewerkschaften